# Recopa de Europa de baloncesto 1986-87
La Recopa de Europa de Baloncesto 1986-87 fue la vigésimo primera edición de esta competición organizada por la FIBA que reunía a los campeones de las ediciones de copa de los países europeos. Tomaron parte 19 equipos, tres menos que en la edición precedente, proclamándose campeón el equipo yugoslavo del Cibona, derrotando en la final al equipo italiano del Scavolini Pesaro, que accedía a la misma por segundo año consecutivo. La final se disputó en Novi Sad.

## Participantes
| Austria             | 1 | Sparkasse Innsbruck |
| Bélgica             | 1 | Maes Pils           |
| Bulgaria            | 1 | Balkan Botevgrad    |
| Chipre              | 1 | APOEL               |
| Checoslovaquia      | 1 | Nová huť Ostrava    |
| Inglaterra          | 1 | Polycell Kingston   |
| Finlandia           | 1 | KTP                 |
| Francia             | 1 | ASVEL               |
| Grecia              | 1 | Panathinaikos       |
| Hungría             | 1 | Bajai               |
| Israel              | 1 | Hapoel Holon        |
| Italia              | 1 | Scavolini Pesaro    |
| Luxemburgo          | 1 | Soleuvre            |
| Unión Soviética     | 1 | CSKA Moscú          |
| España              | 1 | Ram Joventut        |
| Suiza               | 1 | Champel Genève      |
| Turquía             | 1 | Efes Pilsen         |
| Alemania Occidental | 1 | Steiner Bayreuth    |
| Yugoslavia          | 1 | Cibona              |

## Primera ronda
| Equipo 1            | Agr.    | Equipo 2         | Ida    | Vuelta |
| ------------------- | ------- | ---------------- | ------ | ------ |
| Steiner Bayreuth    | 151–145 | Panathinaikos    | 84–71  | 67–74  |
| Polycell Kingston   | 189–195 | Maes Pils        | 99–91  | 90–104 |
| Sparkasse Innsbruck | 133–168 | Balkan Botevgrad | 62–78  | 71–90  |
| Efes Pilsen         | 179–147 | Champel Genève   | 91–75  | 88–72  |
| APOEL               | 74–202  | Nová huť Ostrava | 36–97  | 38–105 |
| Soleuvre            | 139–233 | ASVEL            | 78–117 | 61–116 |

## Segunda ronda
| Equipo 1         | Agr.    | Equipo 2         | Ida    | Vuelta |
| ---------------- | ------- | ---------------- | ------ | ------ |
| Steiner Bayreuth | 157–190 | Maes Pils        | 83–85  | 74–105 |
| Balkan Botevgrad | 146–153 | Efes Pilsen      | 85–77  | 61–76  |
| KTP              | 192–196 | Nová huť Ostrava | 105–86 | 87–110 |
| Hapoel Holon     | 140–151 | ASVEL            | 86–76  | 54–75  |
| Bajai            | 142–167 | CSKA Moscú       | 58–84  | 84–83  |

Clasificados automáticamente para la fase de cuartos de final
- Scavolini Pesaro (finalista)
- Ram Joventut
- Cibona

## Cuartos de final
Los cuartos de final se jugaron con un sistema de todos contra todos, divididos en dos grupos.
|  | Clasificados para semifinales |

|    | Equipo           | PJ | Pts | G | P | PF  | PC  | Dif. |
| -- | ---------------- | -- | --- | - | - | --- | --- | ---- |
| 1. | CSKA Moscú       | 6  | 11  | 5 | 1 | 589 | 468 | +121 |
| 2. | ASVEL            | 6  | 9   | 3 | 3 | 511 | 520 | -9   |
| 3. | Ram Joventut     | 6  | 9   | 3 | 3 | 575 | 551 | +26  |
| 4. | Nová huť Ostrava | 6  | 7   | 1 | 5 | 447 | 583 | -146 |

|    | Equipo           | PJ | Pts | G | P | PF  | PC  | Dif. |
| -- | ---------------- | -- | --- | - | - | --- | --- | ---- |
| 1. | Cibona           | 6  | 12  | 6 | 0 | 668 | 517 | +151 |
| 2. | Scavolini Pesaro | 6  | 8   | 2 | 4 | 559 | 535 | +24  |
| 3. | Efes Pilsen      | 6  | 8   | 2 | 4 | 480 | 552 | -72  |
| 4. | Maes Pils        | 6  | 8   | 2 | 4 | 538 | 641 | -103 |

## Semifinales
| Equipo 1   | Agr.    | Equipo 2         | Ida     | Vuelta |
| ---------- | ------- | ---------------- | ------- | ------ |
| CSKA Moscú | 195–204 | Scavolini Pesaro | 107-105 | 88–99  |
| ASVEL      | 175–207 | Cibona           | 82–98   | 93–109 |

## Final
17 de marzo, Dvorana SPC "Vojvodina", Novi Sad
| Equipo 1 | Resultado | Equipo 2         |
| -------- | --------- | ---------------- |
| Cibona   | 89–74     | Scavolini Pesaro |

| 17 de marzo de 1987 | Cibona                                                               | 89–74                | Scavolini Pesaro                                              | |  |
|                     | Parciales: 37-43, 52-31                                              |                      |                                                               | |  |
|                     | Estadísticas Dražen Petrović, 28 Mihovil Nakić, 9 Dražen Petrović, 6 | Reporte Pts Reb Asts | Estadísticas Zam Fredrick, 24 Ario Costa, 10 Andrea Gracis, 2 | Pabellón: Dvorana SPC "Vojvodina", Novi Sad Asistencia: 10.000 espectadores Árbitros: Yvan Mainini (FRA), Tod Warnik (ISR) |  |

| Campeón de la Recopa de Europa 1986–87 |
| -------------------------------------- |
| Cibona 2º título                       |